# Thạch Ngọc
Thạch Ngọc là một xã thuộc huyện Thạch Hà, tỉnh Hà Tĩnh, Việt Nam.
Xã Thạch Ngọc có diện tích 12,11 km², dân số năm 1999 là 4668 người, mật độ dân số đạt 385 người/km².
Xã Thạch Ngọc được chia làm 8 thôn gồm : Mộc Hải, Quý Hải, Bắc Tiến, Tân Tiến, Đông Châu, Mỹ Châu, Đại Long, Ngọc Sơn. 